# Minnesota State Mavericks
Minnesota State Mavericks är en idrottsförening tillhörande Minnesota State University Mankato och har som uppgift att ansvara för universitetets idrottsutövning.

## Idrotter
Mavericks deltager i följande idrotter:
| Herrar - Amerikansk fotboll - Baseboll - Basket - Brottning - Friidrott - Golf - Ishockey - Terränglöpning | Damer - Basket - Fotboll - Friidrott - Golf - Ishockey - Simhopp - Simning - Softboll - Tennis - Terränglöpning - Volleyboll |

## Idrottsutövare

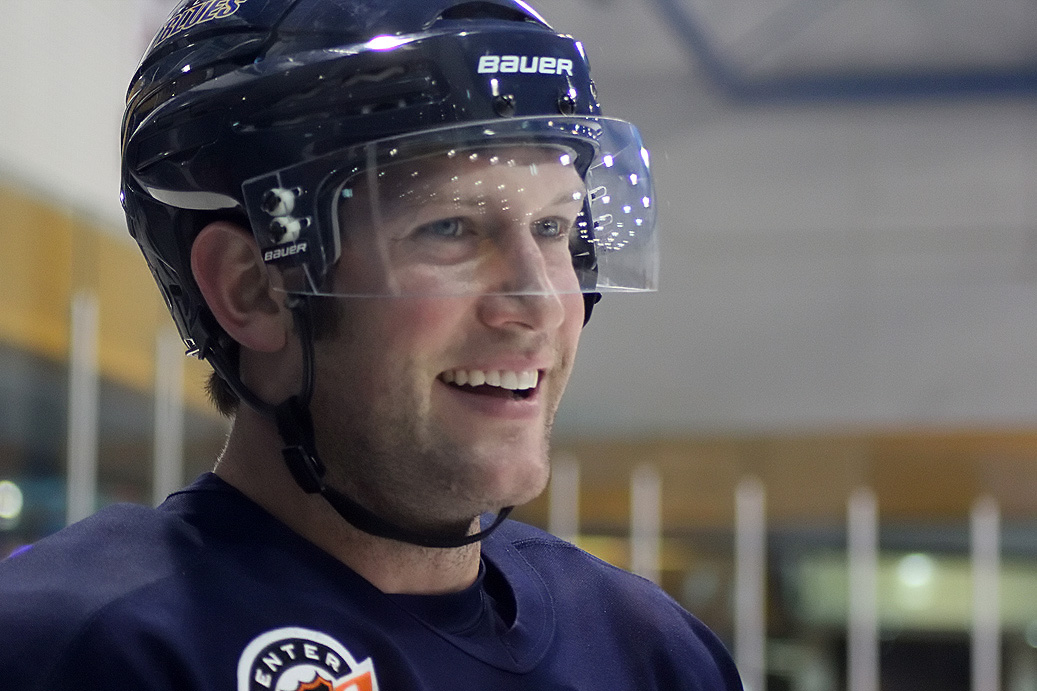
David Backes.

| Golf - Jerilyn Britz Ishockey - Wyatt Aamodt - David Backes - Teodors Bļugers - Daniel Brickley - Ryan Carter - Walker Duehr - Eriah Hayes - Akito Hirose - Tim Jackman - Jake Livingstone | - Connor Mackey - Marc Michaelis - Travis Morin - Sam Morton - Kael Mouillierat - Casey Nelson - Ondřej Pavel - Tyler Pitlick - Emilia Ramboldt - Nathan Smith - Jaxson Stauber - C.J. Suess - Nina Tikkinen |